# Немрут (озеро)
Немрут (тур. Nemrut Gölü) — пресноводное вулканическое озеро, расположенное в юго-западной части кальдеры вулкана Немрут-Даг на Армянском нагорье в восточной части Турции. Озеро расположено на высоте 2247 метров над уровнем моря, имеет общую площадь около 12 км², наибольшая глубина озера 176 метров. Объём воды — 1,26 км³. Площадь поверхности — 12,36 км².

## Образование озера
Около 270 тыс. лет назад очередное извержение стратовулкана Немрут-Даг привело к поэтапному обвалу его конуса и образованию кальдеры. Юго-западная часть кальдеры обвалилась ранее остальных, в связи с чем глубина кальдеры в юго-западной части наибольшая, и в образовавшейся котловине и возникло озеро Немрут. Питание озера происходит за счет таяния снегов (вулкан Немрут-Даг покрыт снегом 4 месяца в году), а также за счет нескольких горячих источников, которые находятся на дне кальдеры. Впоследствии, поток лавы одного из небольших извержений Немрут-Дага отделило от озера Немрут небольшую его северную часть — ныне озеро Ылы.

## Физиография

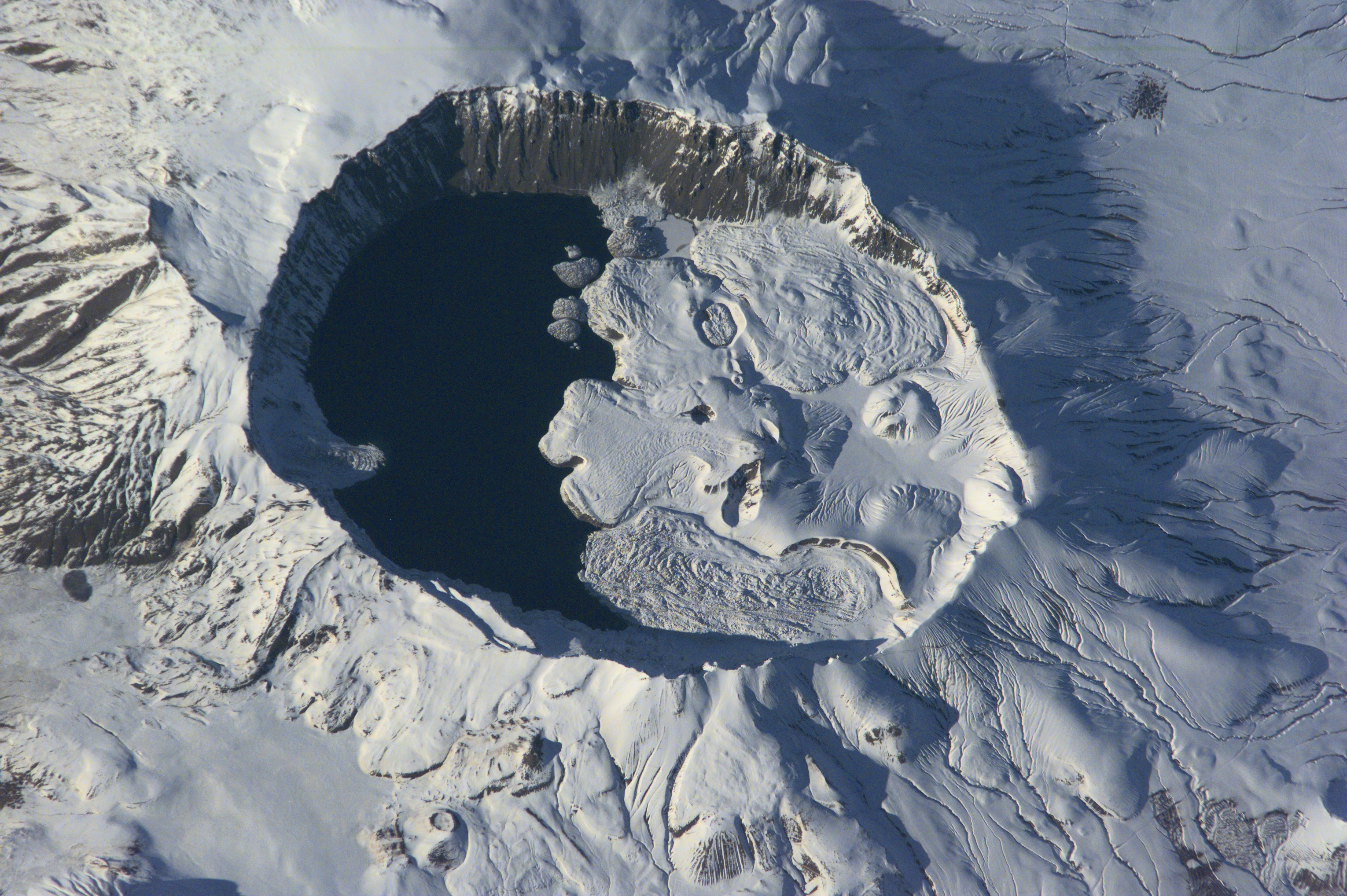
Озеро Немрут занимает юго-западную часть (слева) кальдеры Немрут-Дага

Озеро Немрут в настоящее время является пресноводным озером, однако согласно исследованиям учёных, под влиянием вулканических процессов оно следом за озером Ван постепенно превращается в солёное содовое озеро. Это связано с вулканической активностью Немрут-Дага, которая способствует изменению химического состава воды, а также с тем обстоятельством, что озеро Немрут является бессточным. Была также высказана гипотеза о возможном прямом контакте между водами озера Немрут и озера Ван в результате которого солёные (до 22 ‰) воды попадают в озеро Немрут.
В связи с тем, что озеро подпитывается горячими источниками, оно не замерзает зимой и сохраняет температуру у поверхности в среднем на 8 °C выше, чем должна была бы быть у озера на такой высоте в таких климатических условиях. Большинство горячих источников, питающих озеро, расположены на большой глубине, поэтому температура на глубинах озера выше, чем на его поверхности. По данным учёных температура воды в озере в летнее время снижается по мере достижения глубины 68 м до минимума в 3,61 °C, а затем начинает повышаться до 4,60 °C на глубине 150 м. Замеры на больших глубинах не производились. Летом 2007 года на восточном берегу озера образовался новый открытый горячий источник.
|                                            | Содержание щёлочей мэкв/л | Cl мэкв/л | SO4 мэкв/л | Na мэкв/л | Mg мэкв/л | Ca мэкв/л | pH   |
| ------------------------------------------ | ------------------------- | --------- | ---------- | --------- | --------- | --------- | ---- |
| На глубине 10 м                            | 4,61                      | 0,43      | 0,22       | 3,67      | 0,52      | 0,96      | 8,27 |
| На глубине 150 м                           | 4,77                      | 0,45      | 0,25       | 3,80      | 0,53      | 0,97      | 6,89 |
| Морская вода у поверхности (для сравнения) | 2,33                      | 546       | 56,6       | 468       | 106,2     | 20,6      | 8,24 |

## Галерея

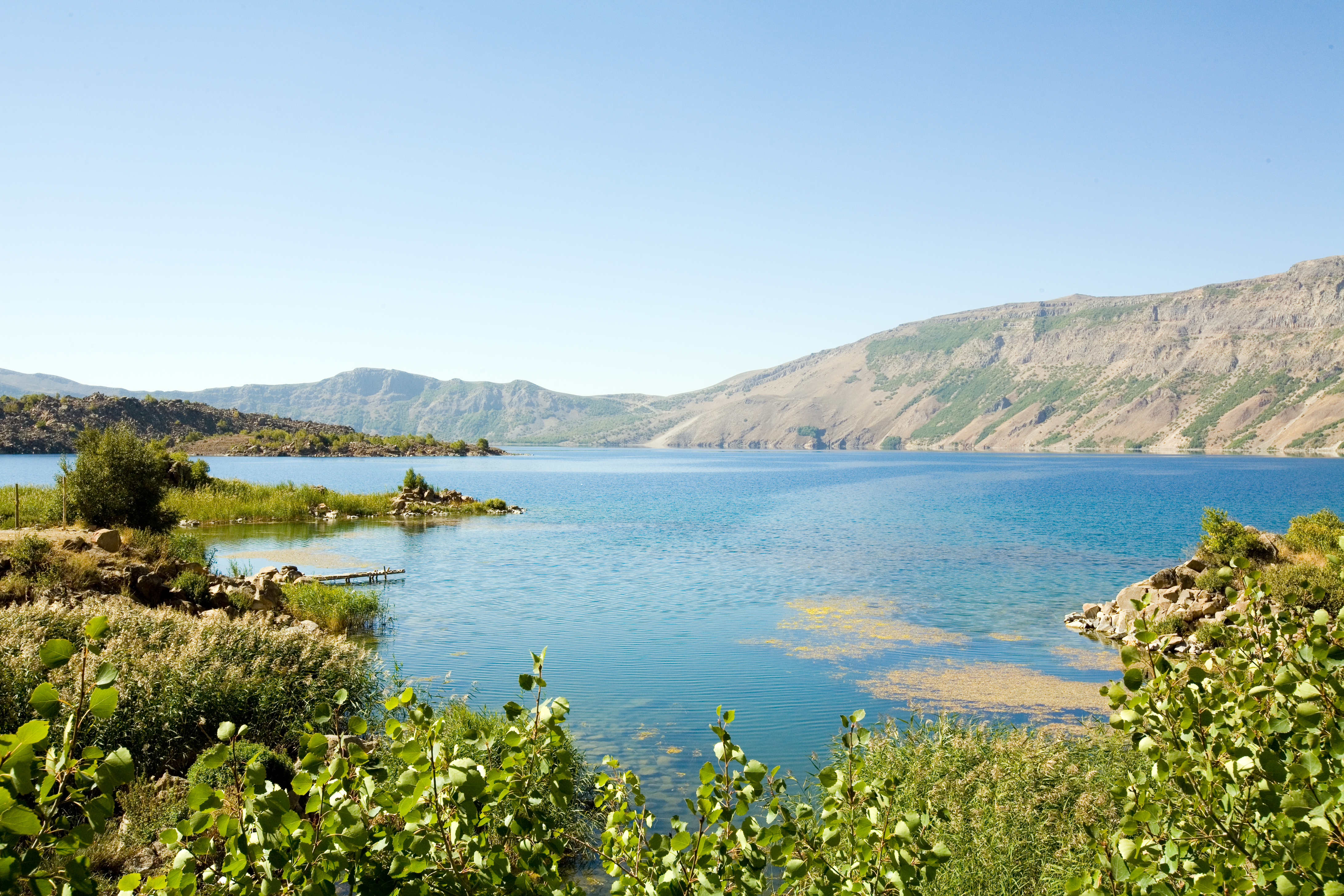
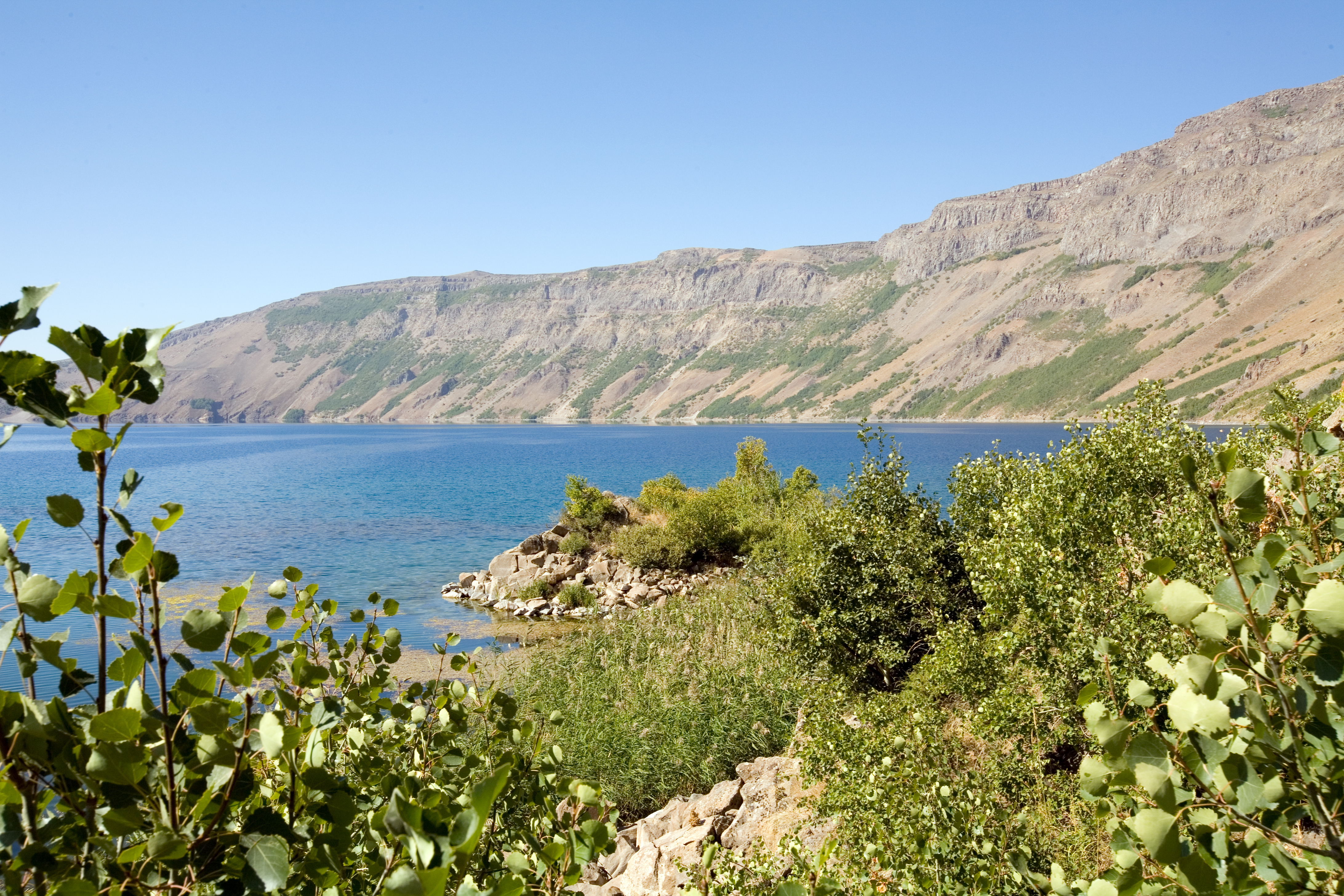
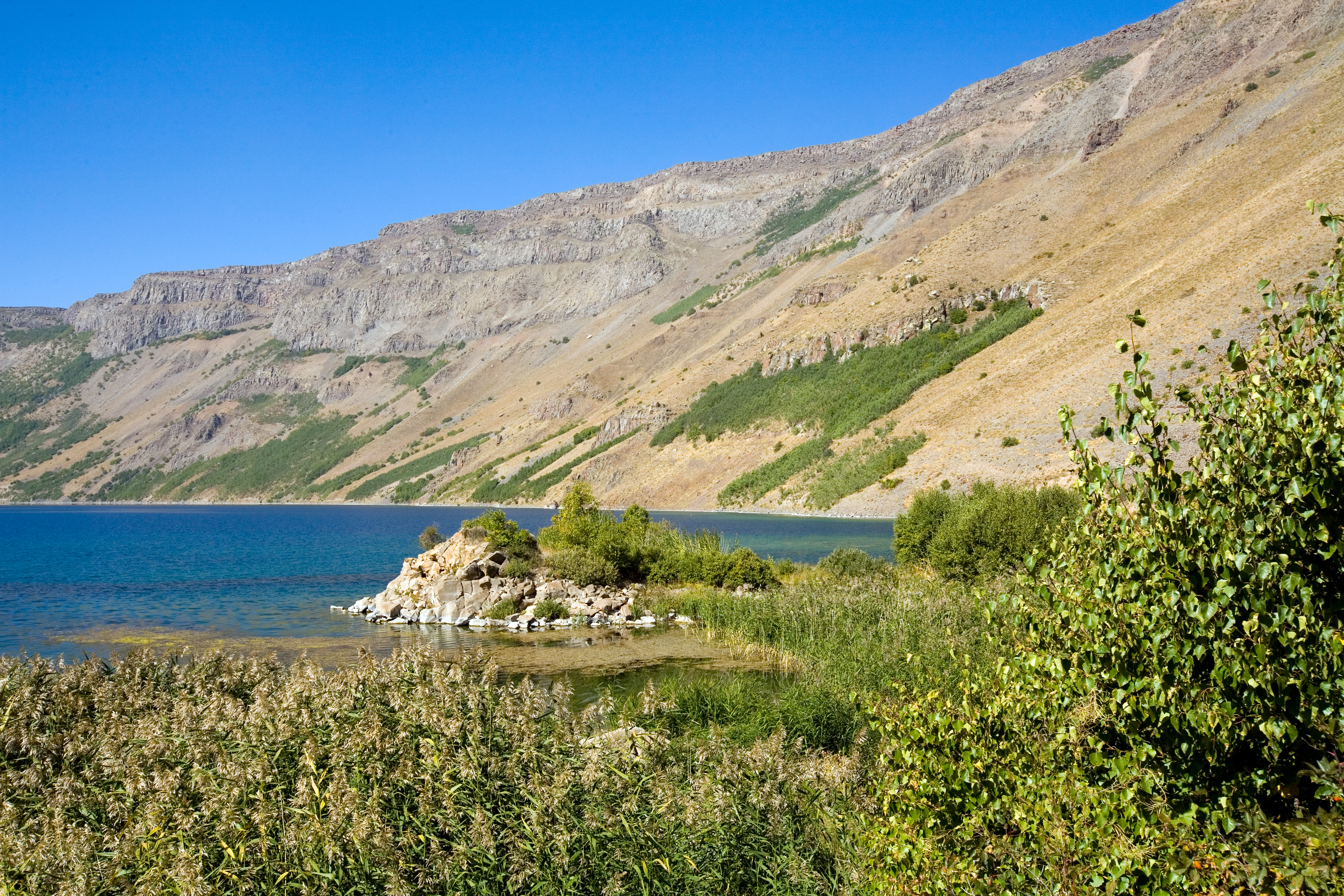
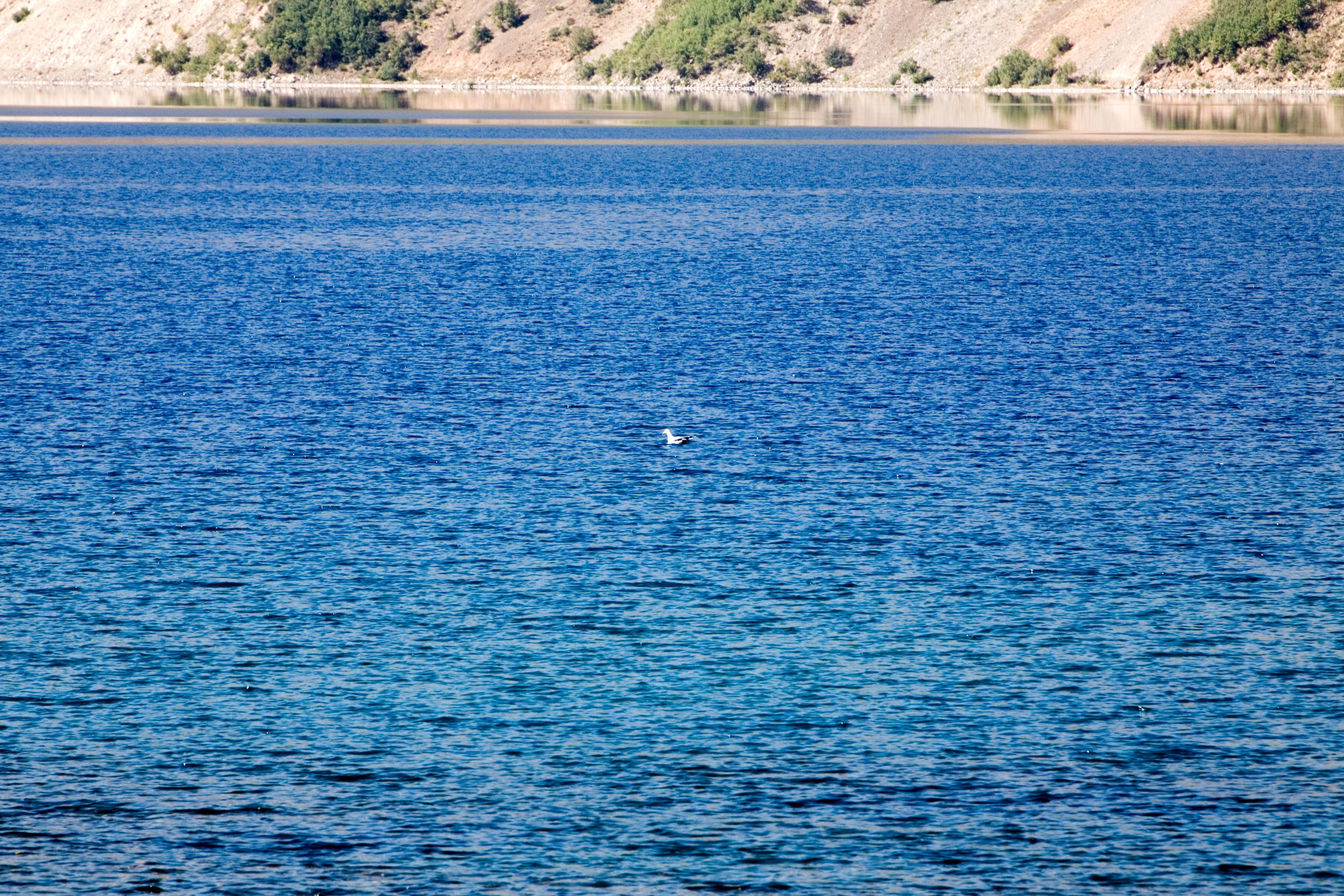